# Leptothorax flavispinus
Leptothorax flavispinus är en myrart som beskrevs av André 1883. Leptothorax flavispinus ingår i släktet smalmyror, och familjen myror.

## Underarter
Arten delas in i följande underarter:
- L. f. amilcaris
- L. f. boiteli
- L. f. clivulus
- L. f. facetus
- L. f. flavispinus
- L. f. impurus
- L. f. rufescens
- L. f. santschii